# Fatbike

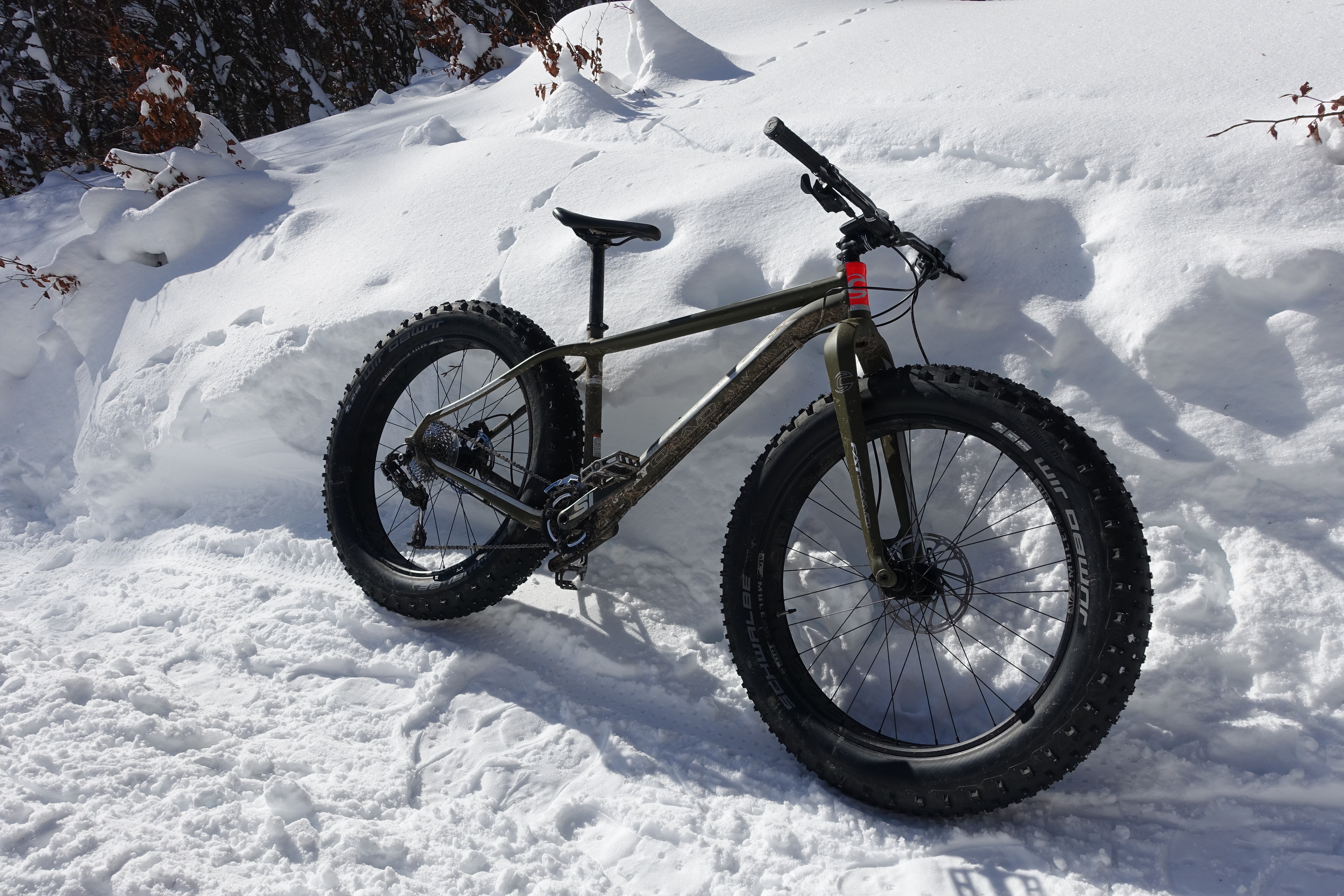
Fat bike na sněhu

Fatbike (v doslovném překladu tlusté jízdní kolo) je terénní jízdní kolo s širokými plášti pneumatik, které mají nižší tlak, aby kolo mohlo jezdit v nestabilním terénu. Fatbiky byly vynalezeny, aby se s nimi jezdilo po sněhu, písku, hlíně či náročných horských trasách. Poprvé je lidé začali používat kolem roku 1980 na Aljašce, popularizace nastala ale až v 21. století. Do Evropy se fatbiky dováží ve větším množství od roku 2014. V Česku ho popularizoval také cyklista Jan Kopka, který na něm v roce 2008 vyhrál závod Iditarod.